# بغوردي عليا (مقاطعة دلفان)
بغوردي عليا (بالفارسية: بگوردی علیا) هي مستوطنة تقع في قسم خاوة الجنوبي الريفي (مقاطعة دلفان) في إيران. يقدر عدد سكانها بـ 132 نسمة بحسب إحصاء 2016.